# Belton-in-Rutland
Belton-in-Rutland è un villaggio e parrocchia civile dell'Inghilterra, appartenente alla contea del Rutland. La popolazione era di 345 abitanti al censimento del 2001, aumentata a 348 nel censimento del 2011. Il villaggio si trova a circa sei miglia (9,6 km) a sud-ovest di Oakham e a circa quattro miglia (6,4 km) a ovest di Uppingham, con vista sulla A47. Il ruscello Eye Brook segna il confine della contea con il Leicestershire.
Il nome del villaggio probabilmente significa "fattoria/insediamento vicino a un segnale di fuoco o una pira funeraria". Tuttavia, "Bel" potrebbe anche derivare da un termine che significa "isola" o "radura". Nel 1982, Belton fu rinominato Belton-in-Rutland per distinguerlo da Belton nel Leicestershire.
La chiesa di San Pietro è un edificio di interesse storico-culturale di Grado II*. Anche The Old Hall e Westbourne House sono classificati come Grado II*.